# Liste der Monuments historiques in Ornes
Die Liste der Monuments historiques in Ornes führt die Monuments historiques in der französischen Gemeinde Ornes auf.

## Liste der Immobilien
| Bezeichnung            | Beschreibung                                 | Standort                           | Kennzeichnung | Schutzstatus | Datum | Bild           |
| ---------------------- | -------------------------------------------- | ---------------------------------- | ------------- | ------------ | ----- | -------------- |
| Kirchenruine St-Michel | 1828/29 erbaut, im Ersten Weltkrieg zerstört | westlich des heutigen Ortes (Lage) | PA55000004    | Inscrit      | 1996  | weitere Bilder |